# Pvris
Pvris (ausgesprochen engl.: „Paris“; Eigenschreibweise: „PVRIS“) ist eine 2012 gegründete US-amerikanische Rock-Band aus Lowell in Massachusetts. Die Band besteht aus Sängerin Lyndsey Gunnulfsen und Bassist Brian MacDonald. Sie steht unter Vertrag bei Rise and Velocity Records, das Debütalbum erschien im November 2014 unter dem Namen White Noise.

## Geschichte

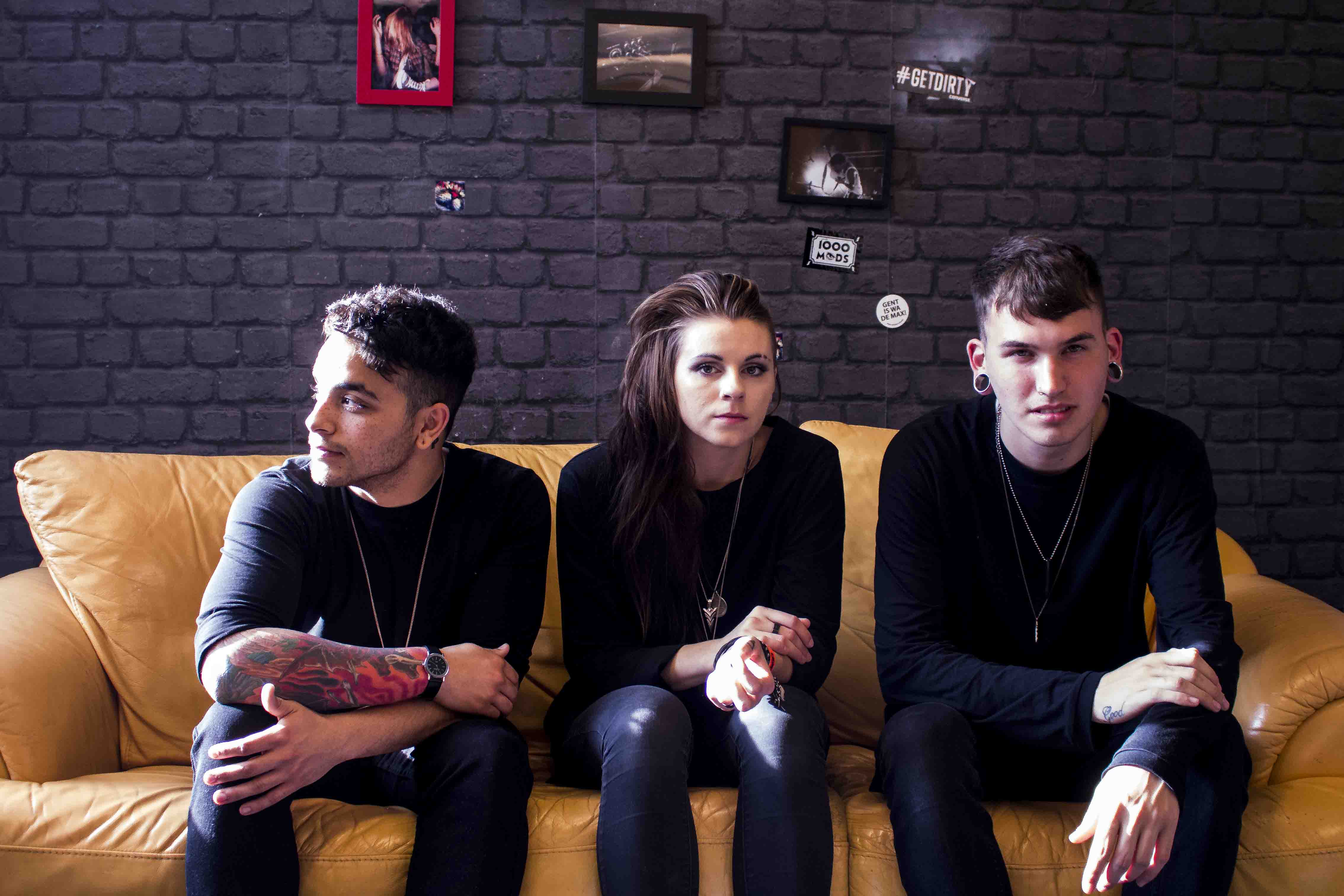
Pvris (2015)

Pvris wurde 2012 unter dem Namen Operation Guillotine gegründet, ursprünglich als Metal-Band. Am 26. März 2013 wurde die EP Pvris veröffentlicht. Im Sommer 2013 erhielt sie die Chance, auf der Warped Tour zu spielen. Danach unterzeichnete sie beim Label Tragic Hero und änderte ihren Namen in „Pvris“, aufgrund von Rechtsstreitigkeiten mit dem Namen „Paris“.
Im Juni 2014 wurde bekannt, dass Pvris zum Label Rise and Velocity gewechselt ist. Weiterhin wurde am 24. Juni 2014 die Single St. Patrick veröffentlicht. Am 22. September wurde das Album White Noise angekündigt, welches am 4. November 2014 veröffentlicht wurde. Daraufhin folgte eine Tour mit Sleeping with Sirens und Pierce the Veil.
Am 22. April 2016 wurde die White Noise Deluxe Edition veröffentlicht. Am 30. April 2017 stellte Lyndsey Gunnulfsen die Single Heaven bei BBC Radio 1 vor. PVRIS gingen von Mai bis September 2017 auf Tour mit Muse und 30 Seconds to Mars. Das zweite Studioalbum der Band erschien am 25. August 2017 unter dem Namen All We Know of Heaven, All We Need of Hell. Am 28. August 2020 erschien das Album Use Me, am 14. Juli 2023 folgte EVERGREEN. 

## Diskografie

### Alben
| Jahr | Titel Musiklabel                                        | Höchstplatzierung, Gesamtwochen, AuszeichnungChartplatzierungen (Jahr, Titel, Musiklabel, Platzierungen, Wochen, Auszeichnungen, Anmerkungen) | Höchstplatzierung, Gesamtwochen, AuszeichnungChartplatzierungen (Jahr, Titel, Musiklabel, Platzierungen, Wochen, Auszeichnungen, Anmerkungen) | Höchstplatzierung, Gesamtwochen, AuszeichnungChartplatzierungen (Jahr, Titel, Musiklabel, Platzierungen, Wochen, Auszeichnungen, Anmerkungen) | Höchstplatzierung, Gesamtwochen, AuszeichnungChartplatzierungen (Jahr, Titel, Musiklabel, Platzierungen, Wochen, Auszeichnungen, Anmerkungen) | Höchstplatzierung, Gesamtwochen, AuszeichnungChartplatzierungen (Jahr, Titel, Musiklabel, Platzierungen, Wochen, Auszeichnungen, Anmerkungen) | Anmerkungen                                                |
| Jahr | Titel Musiklabel                                        | DE | AT | CH | UK | US | Anmerkungen                                                |
| ---- | ------------------------------------------------------- | --- | --- | --- | --- | --- | ---------------------------------------------------------- |
| 2014 | White Noise Rise Records                                | — | — | — | UK55 Gold · (5 Wo.)UK | US88 (2 Wo.)US | Erstveröffentlichung: 4. November 2014 Verkäufe: + 100.000 |
| 2017 | All We Know of Heaven, All We Need of Hell Rise Records | DE97 (1 Wo.)DE | AT51 (1 Wo.)AT | CH71 (1 Wo.)CH | UK4 (2 Wo.)UK | US41 (1 Wo.)US | Erstveröffentlichung: 25. August 2017                      |
| 2020 | Use Me Warner Records                                   | — | — | — | UK14 (1 Wo.)UK | US155 (1 Wo.)US | Erstveröffentlichung: 18. August 2020                      |
| 2023 | Evergreen Hopeless Records                              | — | — | — | UK25 (1 Wo.)UK | — | Erstveröffentlichung: 14. Juli 2023                        |

### EPs
- 2013: Paris
- 2014: Acoustic
- 2019: Hallucinations

### Singles
- 2014: St. Patrick
- 2014: My House
- 2014: White Noise
- 2015: Fire
- 2016: You and I
- 2017: Heaven
- 2017: What’s Wrong
- 2017: Anyone Else
- 2017: Same Soul
- 2019: Death of Me
- 2019: Hallucinations
- 2019: Old Wounds
- 2020: Dead Weight
- 2020: Gimme a Minute
- 2020: Use Me (feat. 070 Shake)
- 2020: Thank You (feat. Raye)
- 2021: Sacrificial (feat. Rezz)
- 2021: Monster
- 2021: Burn It All Down
- 2021: My Way
- 2021: Snakes
- 2022: WICKED (feat. Milkblood)
- 2022: Maybe You Saved Me (feat. Bad Suns)
- 2022: Animal
- 2022: Anywhere but Here
- 2023: Goddess
- 2023: Good Enemy
- 2024: Burn the Witch (feat. Tommy Genesis, Alice Longyu-Gao)
- 2024: Oil & Water
- 2024: The Blob (feat. Lights)

### Als Gastmusiker
- 2024: GIRL$ (Stand Atlantic feat. Pvris & Bruses)

## Auszeichnungen für Musikverkäufe
Anmerkung: Auszeichnungen in Ländern aus den Charttabellen bzw. Chartboxen sind in ebendiesen zu finden.
| Land/RegionAuszeichnungen für Musikverkäufe (Land/Region, Auszeichnungen, Verkäufe, Quellen) | Silber | Gold  | Platin | Verkäufe | Quellen   |
| -------------------------------------------------------------------------------------------- | ------ | ----- | ------ | -------- | --------- |
| Vereinigtes Königreich (BPI)                                                                 | —      | Gold1 | —      | 100.000  | bpi.co.uk |
| Insgesamt                                                                                    | —      | Gold1 | —      |          |           |